# Paul Sabatier
Paul Sabatier (5.11.1854 – 14.8.1941) là một nhà hóa học người Pháp, đã đoạt giải Nobel Hóa học năm 1912.

## Cuộc đời và Sự nghiệp
Sabatier sinh tại Carcassonne. Ông học tại trường Pierre de Fermat ở Toulouse. Năm 18 tuổi, Sabatier thi đậu vào Trường Bách khoa và Trường Sư phạm Paris và chọn theo học trường Sư phạm. Năm 1877 ông đậu bằng thạc sĩ sư phạm. Là sinh viên và phụ tá của Marcellin Berthelot ở Collège de France, ông đã bảo vệ thành công luận án tiến sĩ năm 1880 và được bổ nhiệm chức giáo sư thực thụ ngành hóa học tại Đại học Toulouse. Năm 1905, ông được bổ nhiệm làm khoa trưởng phân khoa Khoa học của đại học này.
Các nghiên cứu ban đầu của Sabatier liên quan tới nhiệt hóa học của lưu huỳnh và các sulfat kim loại, đề tài của bản luận án tiến sĩ của ông. Tại Toulouse, ông tiếp tục các nghiên cứu mặt vật lý và hóa học về hợp chất của các sulfide, chloride, chromate và đồng. Ông cũng nghiên cứu các oxit của nitơ và axít nitrosodisulfonic cùng các muối của chúng, đồng thời thực hiện các nghiên cứu cơ bản về các hệ số phân chia (partition coefficient) và các phổ hấp thu (absorption spectrum).
Sabatier đã làm cho việc sử dụng công nghiệp hydro hóa (hydrogenation) được dễ dàng rất nhiều. Năm 1897, ông phát hiện ra rằng việc đưa một chút ít kền làm chất xúc tác thì sẽ làm cho việc thêm hydro vào các phân tử của hợp chất carbon được dễ dàng hơn.
Ông rất nổi tiếng về phản ứng Sabatier, nguyên lý Sabatier về sự xúc tác, cùng các tác phẩm như La Catalyse en Chimie Orgarnique (Sự xúc tác trong hóa học hữu cơ) được xuất bản năm 1913. Ông đã đoạt giải giải Nobel Hóa học chung với bạn đồng nghiệp người Pháp Victor Grignard năm 1912.
Sabatier có bốn con gái, trong đó có một người kết hôn với nhà hóa học nổi tiếng người Ý Emilio Pomilio.
Trường Đại học Paul Sabatier ở Toulouse được dặt theo tên ông. Paul Sabatier cũng là người cùng sáng lập Annales de la Faculté des Sciences de Toulouse (Tập san phân khoa Khoa học Toulouse), chung với nhà toán học Thomas Joannes Stieltjes.

## Giải thưởng và Vinh danh
Ngoài giải Nobel, ông cũng được thưởng:
- Bắc đẩu bội tinh hạng Commandeur
- Tiến sĩ danh dự (Khoa học) Đại học Philadelphia, Hoa Kỳ
- giải Lacate năm 1897
- giải Jecker[3] năm 1905
- Huy chương Davy[4] năm 1915
- Huy chương Royal[5] năm 1918
- Huy chương Franklin[6] năm 1933.
- Viện sĩ nước ngoài của Royal Society ngày 28.2.1918.